# ويليام ماسيوين
العنوان (بالإنجليزية: William Macewen)‏ (مواليد 22 يونيو 1848 في اسكتلندا - الوفاة 22 مارس 1924 في غلاسكو)، هو جراح اسكتلندي. كان رائداً في مجال جراحة الدماغ الحديثة وساهم في تطوير جراحة العظام بالترقيع، والعلاج الجراحي للفتق، واستئصال الرئة (إزالة الرئتين).

## مسيرته
ولد مكيوين بالقرب من ميناء باناتين، جزيرة بوت، اسكتلندا في سنة 1848، ودرس في جامعة غلاسكو، وتلقي شهادة الطب في عام 1872. وقال انه تأثر كثيراً باللورد جوزف ليستر (1827-1912)، الذي أحدث ثورة جراحة عن طريق تطوير التعقيم، عن طريق استخدام الفينول، مما يُخفض بشكل كبير من عدد الوفيات الهائلة من المرضى بسبب الالتهابات بعد العمليات الجراحية.
باتباع واعتماد منهجية استخدام التعقيم (التطهير والتعقيم لليدين والذراعين)، وتعقيم الأدوات الجراحية، واستخدام العباءات الجراحية، و(اكتشفت مؤخراً) التخدير، وأصبح ويليام ماسيوين أحد الجراحين الأكثر ابتكاراً في وقته وكان قادراً على دفع التقنية الجراحية الحديثة وتحسين الانتعاش للمرضى.
في عام 1875 أصبح جراح مساعد في مصحة غلاسكو الملكية، وطور نفسه ليصبح جراح كامل في عام 1877. في عام 1881 تم تعيينه محاضراً في الجراحة المنهجية في مدرسة المصحة الملكية للطب. في عام 1883 تم تعيينه في منصب جراح إلى المستشفى الملكي للأطفال المرضى في غلاسكو. في عام 1892 أصبح أستاذ الكرسي الملكي ميسيوين للجراحة في جامعة غلاسكو.

## روابط خارجية
- ويليام ماسيوين على موقع الموسوعة البريطانية (الإنجليزية)